# Karen Karapetyan
Karén Karapetyán (en armenio: Կարեն Կարապետյան; n. Stepanakert, Nagorno Karabaj, 14 de agosto de 1963) es un político armenio.
Desde 2010 a 2011 fue alcalde de la ciudad de Ereván.
Fue desde el día 13 de septiembre de 2016 hasta el 17 de abril de 2018 el primer ministro de Armenia. Karapetyán se desempeñó como primer vice primer ministro del 18 de abril al 23 de abril, cuando fue nombrado primer ministro interino tras la renuncia del primer ministro Serzh Sargsián el 23 de abril de 2018.